# Tatra KT4
Tatra KT4 – typ tramwaju wytwarzanego w latach 1974–1997 w zakładach ČKD w Pradze w Czechosłowacji (później Czechy).

## Konstrukcja
KT4 to dwuczłonowy, jednokierunkowy tramwaj, wyposażony w czworo harmonijkowych drzwi. Pudło osadzone jest na dwóch dwuosiowych wózkach. Wóz nie posiada niskiej podłogi.
Pojazd należy do rodziny tramwajów tzw. „krótkoprzegubowych” – pudło każdego członu podparte jest na wózku mającym możliwość ruchu obrotowego względem członu, jednocześnie przegub pozwala na ruch członów względem siebie. Stabilną jazdę zapewnia układ dźwigni zabudowanych pod wagonami.

## Produkowane odmiany

### KT4D
Najliczniej produkowaną wersją jest KT4D przeznaczona dla miast NRD, produkowana w latach 1974–1990. Wagony tego typu znalazły się w wielu miastach Niemiec Wschodnich – Berlinie, Poczdamie, Chociebużu, Erfurcie, Frankfurcie nad Odrą, Gerze, Görlitz, Gotha, Brandenburgu, Lipsku, Plauen i Zwickau. W roku 1982 wyprodukowano 2 prototypowe wagony KT4Dt o rozruchu tyrystorowym. W 1983 ruszyła ich produkcja seryjna i do 1987 wszystkie 99 wyprodukowanych egzemplarzy trafiło do Berlina Wschodniego. Ogółem wyprodukowano 1042 wagony w różnych wersjach przeznaczonych dla miast NRD. W latach 90. większość z nich poddała swoje wagony modernizacjom polegającym głównie na montażu nowych kabin i pulpitu motorniczego, drzwi odskokowych, połówkowych pantografów, nowego układu elektrycznego i zmianom w przedziale pasażerskim. W miastach Chociebuż i Brandenburg (KTNF6) oraz Gera (KTNF8) w modernizowanych wagonach wprowadzono część niskopodłogową.
Tatry KT4 są w Niemczech zastępowane nowocześniejszym taborem, a wycofywane wozy znajdują odbiorców w innych krajach europejskich. Tym sposobem rozpoczęto eksploatację KT4D w Rumunii (Oradea), na Ukrainie (Lwów) i na Węgrzech (Szeged). W Polsce (Szczecin) eksploatowanych jest 73 wagonów KT4DtM, zakupionych od berlińskiego przewoźnika BVG. Wagony te przeszły gruntowną modernizację w zakładach Siemens, dzięki czemu znacznie różnią się od fabrycznych KT4Dt. W latach 2011–2015, 34 wagony zostały ponownie zmodernizowane przez Tramwaje Szczecińskie. Tramwaje KT4D są eksploatowane w innych państwach europejskich nie tylko liniowo – wagon zakupiony w Gerze używany jest w czeskim Libercu jako wóz roboczy.

#### Wagony Tatra KT4D w Berlinie
Historia wagonów KT4D w stolicy Niemiec, Berlinie rozpoczęła się 28 marca 1976 roku, kiedy pierwsza Tatra KT4D przybyła do Berlina Wschodniego, stolicy ówczesnej NRD. Trzy dostarczone tramwaje rozpoczęły służbę 11 września tego roku na linii 76. Jednak dopiero rok później, bo w grudniu 1977 roku dostarczono tramwaje KT4D pierwszej serii różniące się od zerowej serii malowaniem. Seria z lat 1981 – 1982 różniła się siedzeniami.
W 1994 roku rozpoczęto modernizację berlińskich wagonów KT4D, którą wykonała firma Siemens AG. Zmodernizowane wagony zostały oddane do użytku w 1995 roku i oznaczone jako typ KT4DtM.
W roku 2007 berlińskie przedsiębiorstwo komunikacyjne sprzedało 21 wagonów Tatra KT4DtM dla Szczecina, a w 2010 kolejnych 11 wagonów. W roku 2012 spółka Tramwaje Szczecińskie zakupiła kolejne 42 Tatry KT4Dt, które dostarczono w latach 2012−2013.

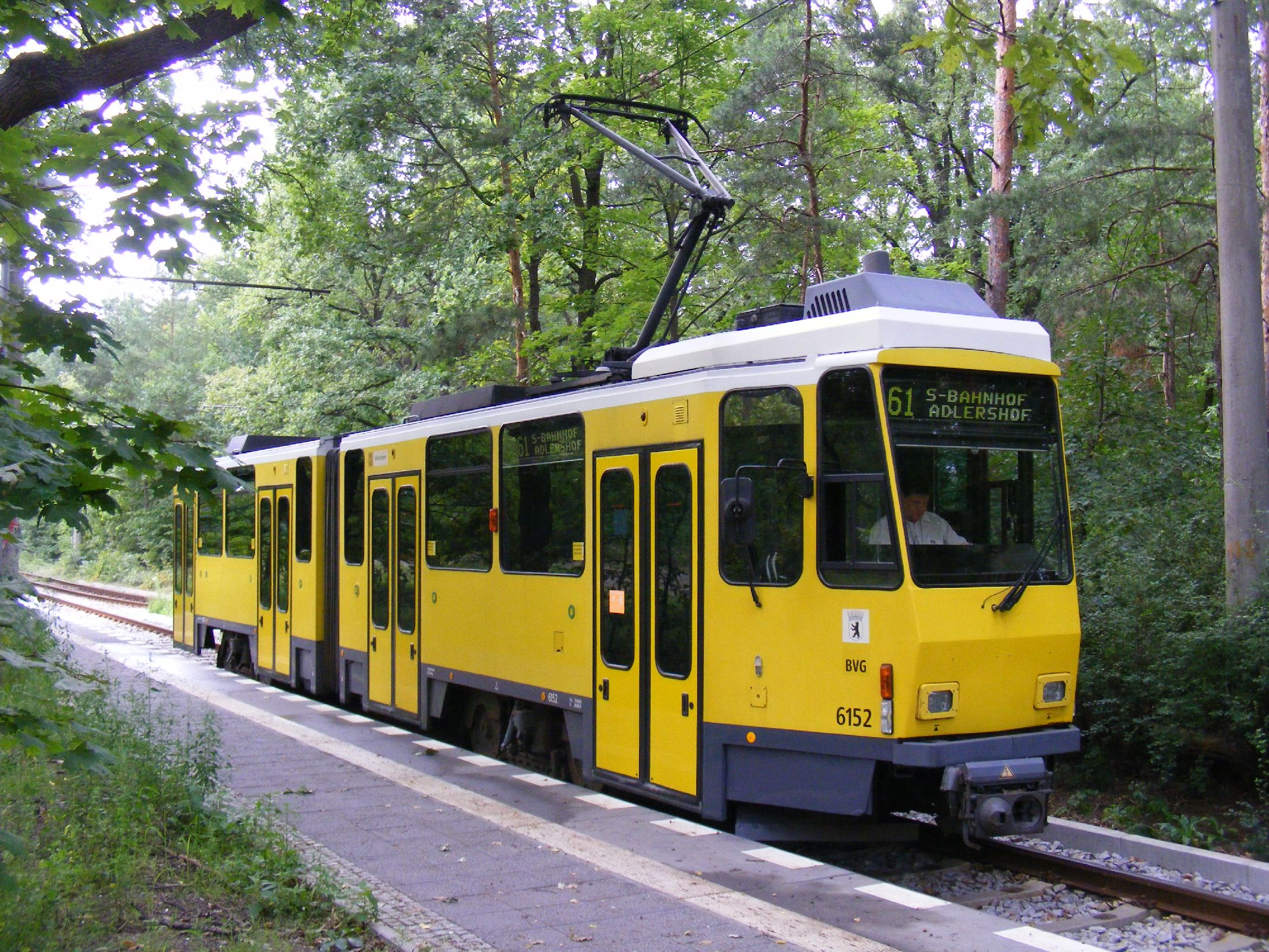
Tatra KT4DtM w Berlinie (2011 r.)
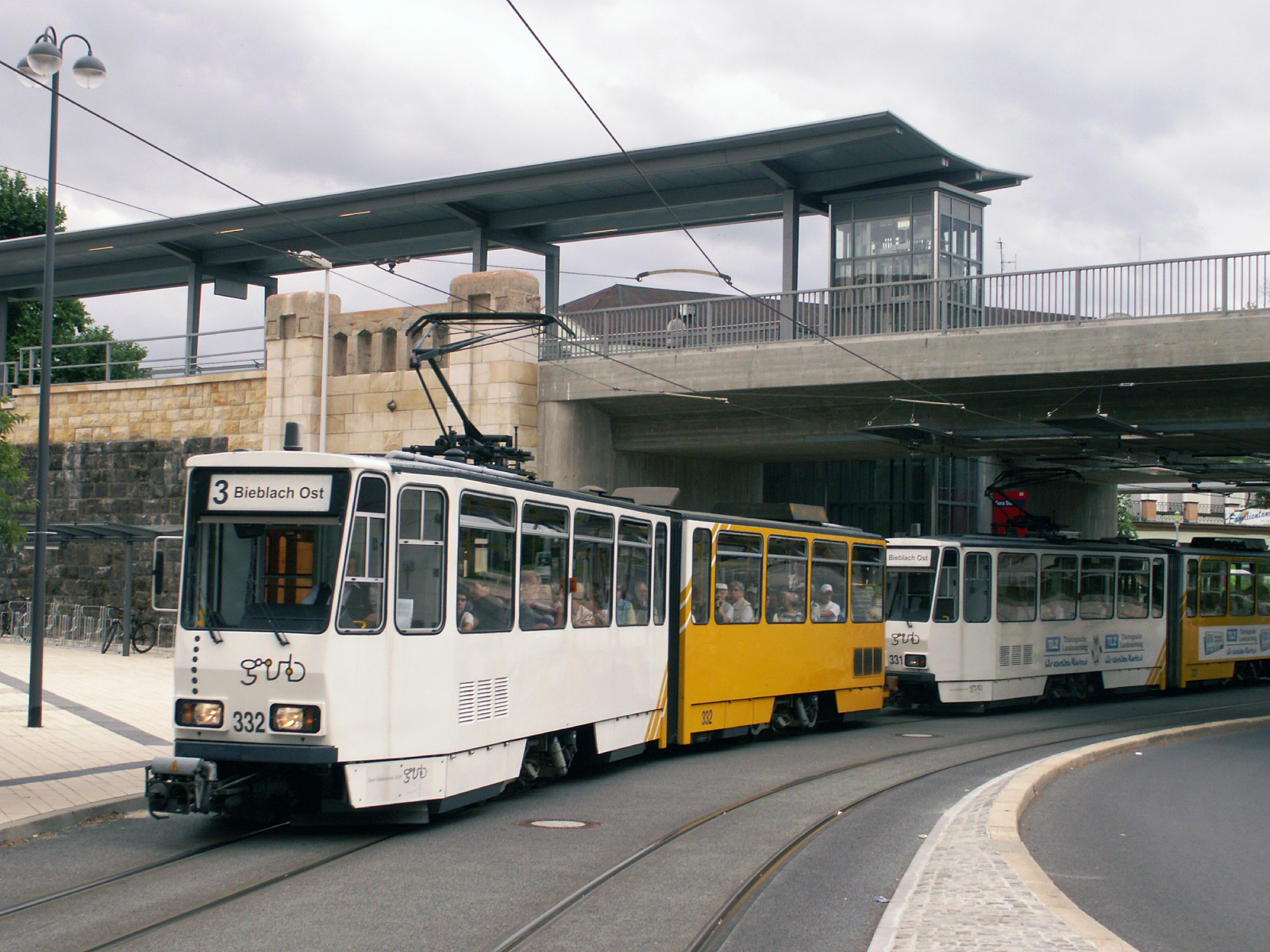
Skład modernizowanych Tatr KT4D w Gerze (2007 r.)
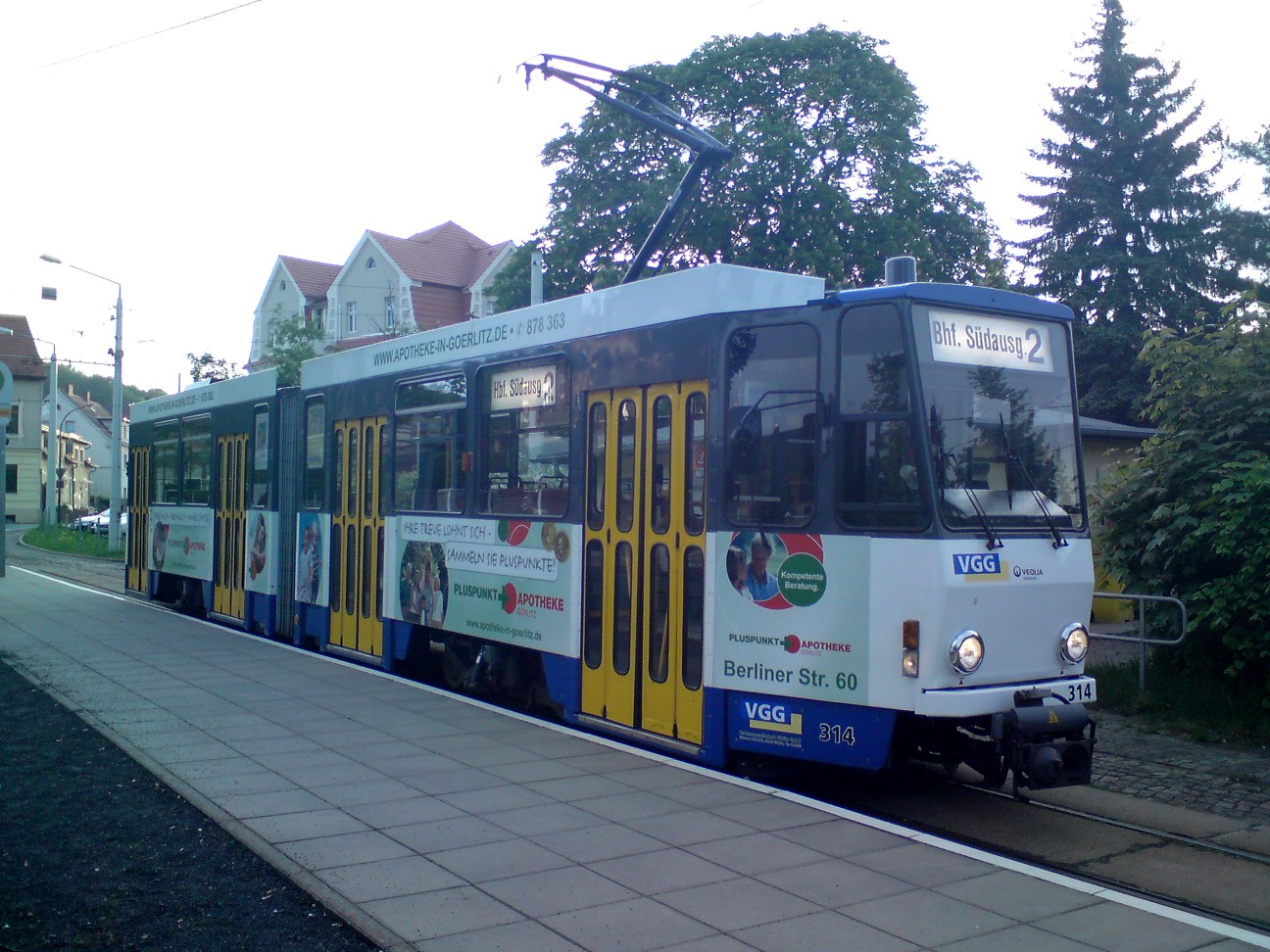
Wagon KT4D w Görlitzu (2010 r.)
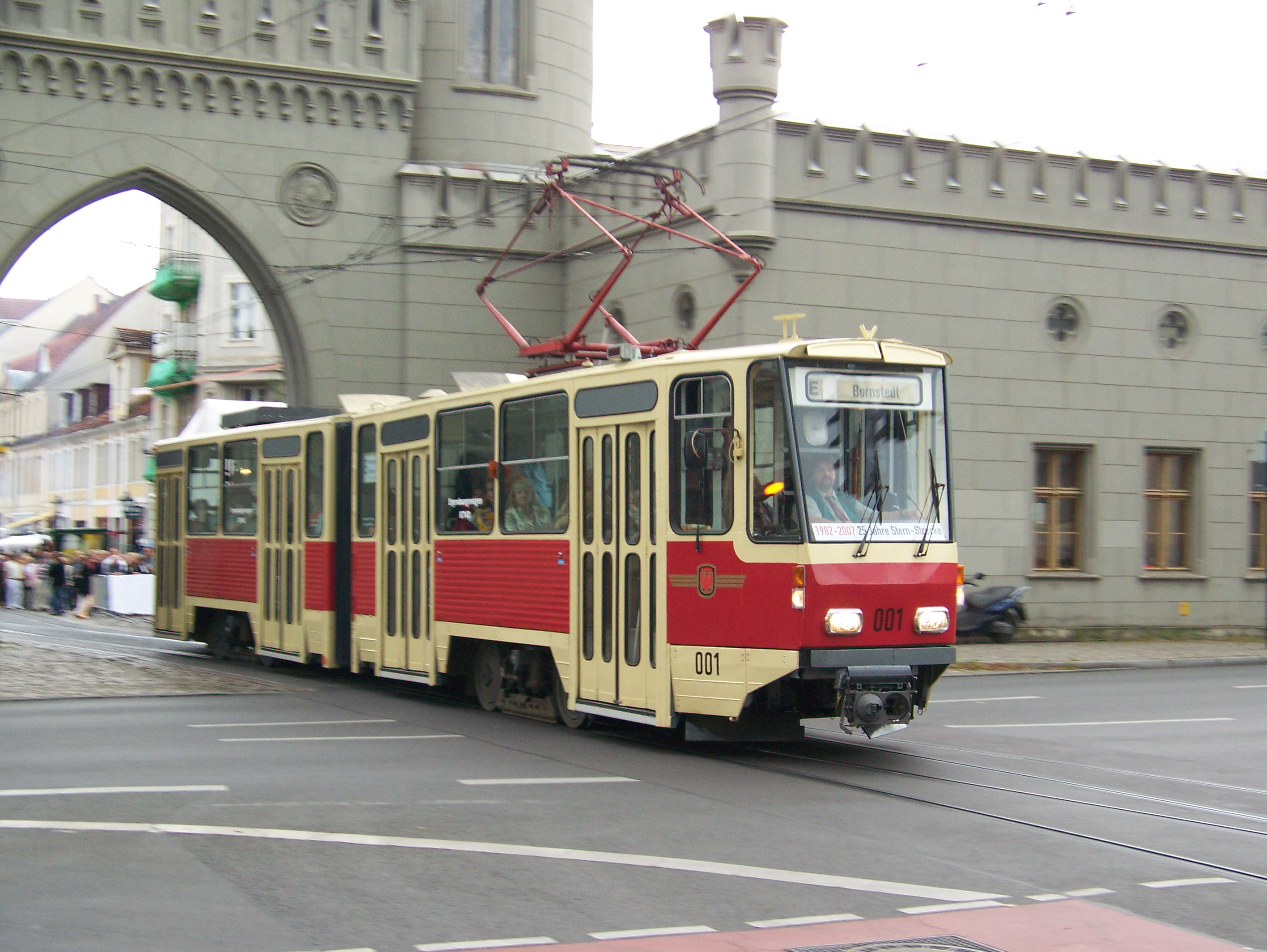
Muzealny wagon Tatra KT4D w Poczdamie (2007 r.)
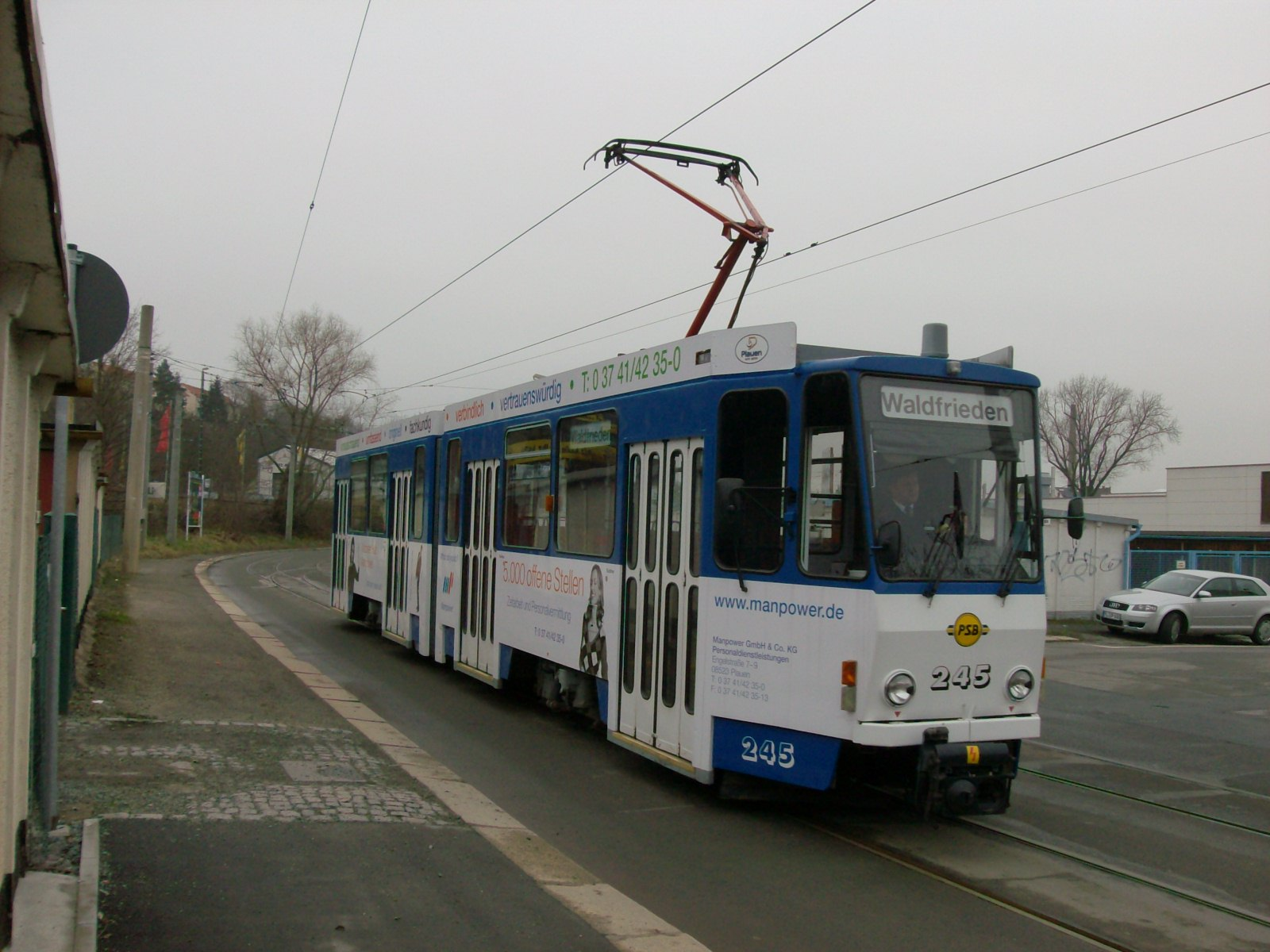
Tatra KT4D w Plauen (2007 r.)

### KT4SU
Wersja KT4SU produkowana seryjnie w latach 1980–1990 w ilości 415 egzemplarzy przeznaczona była dla ZSRR. Dwa prototypy z roku 1976 były początkowo testowane w Pradze, a następnie eksploatowane we Lwowie. Kolejne egzemplarze eksploatowane są do dziś w miastach takich jak: Eupatoria, Królewiec, Lipawa, Lwów, Piatigorsk, Żytomierz, Tallinn, Winnica.

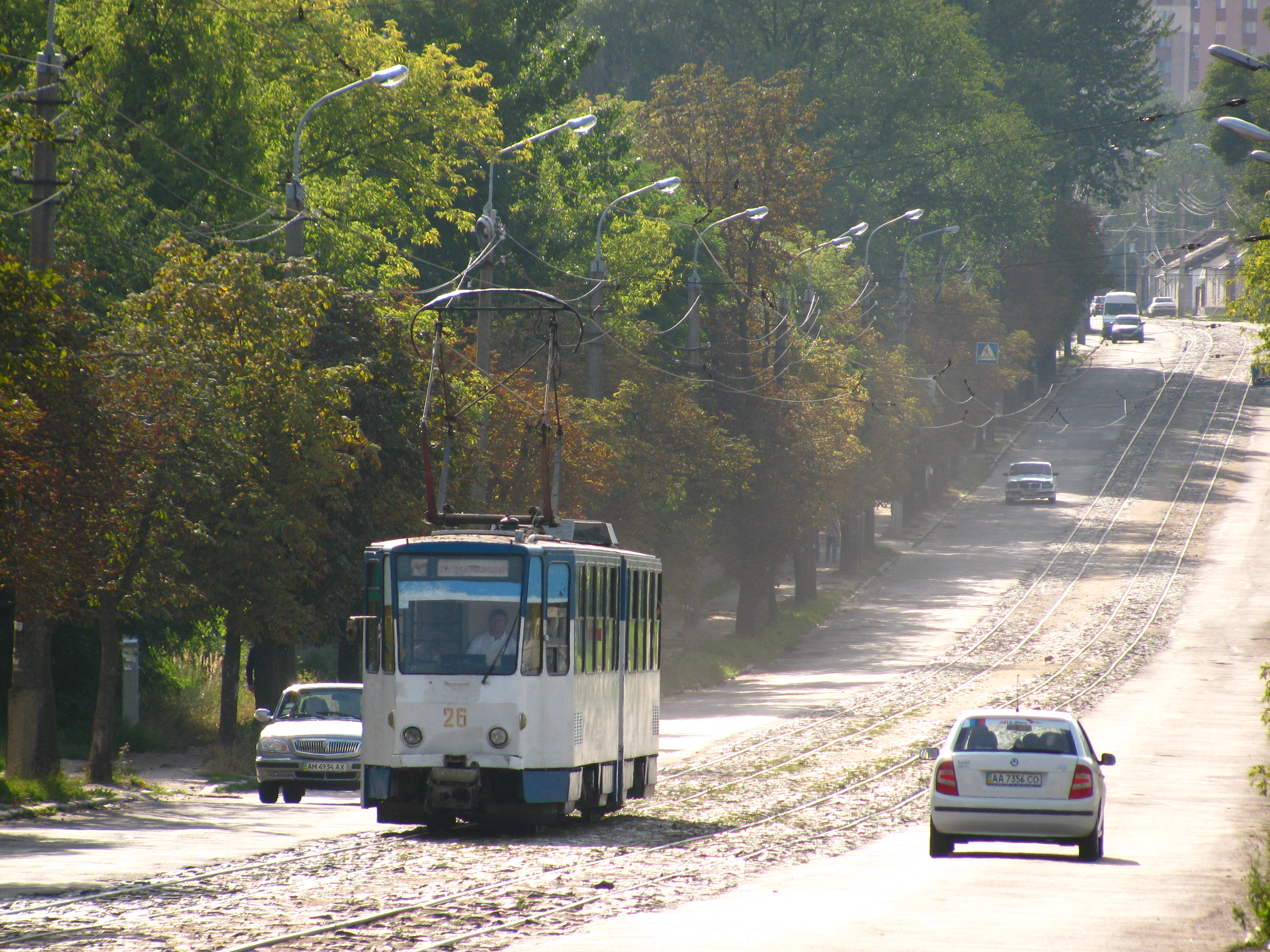
Tatra KT4SU w Żytomierzu (2009 r.)
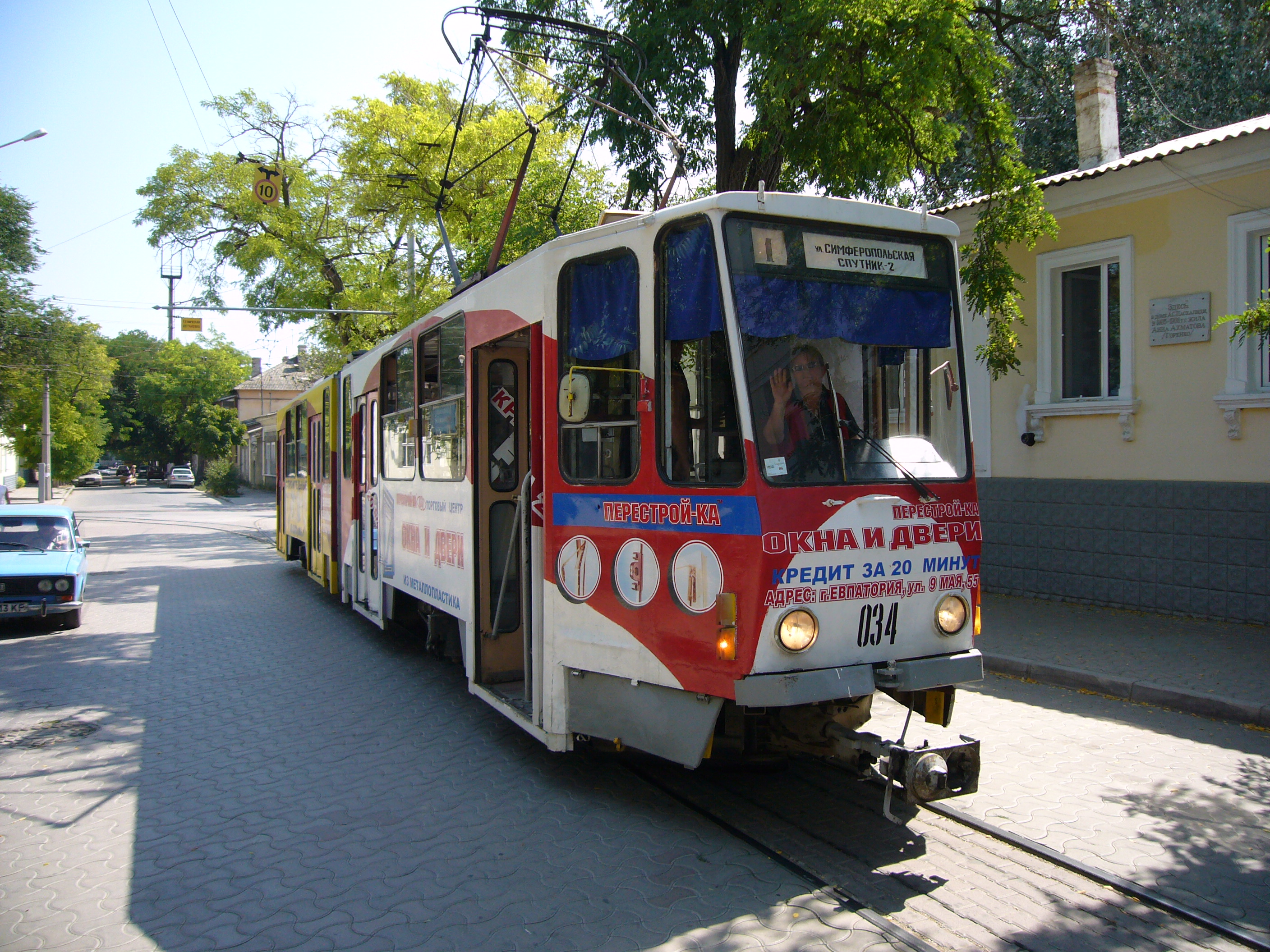
Tatra KT4SU w Eupatorii (2006 r.)
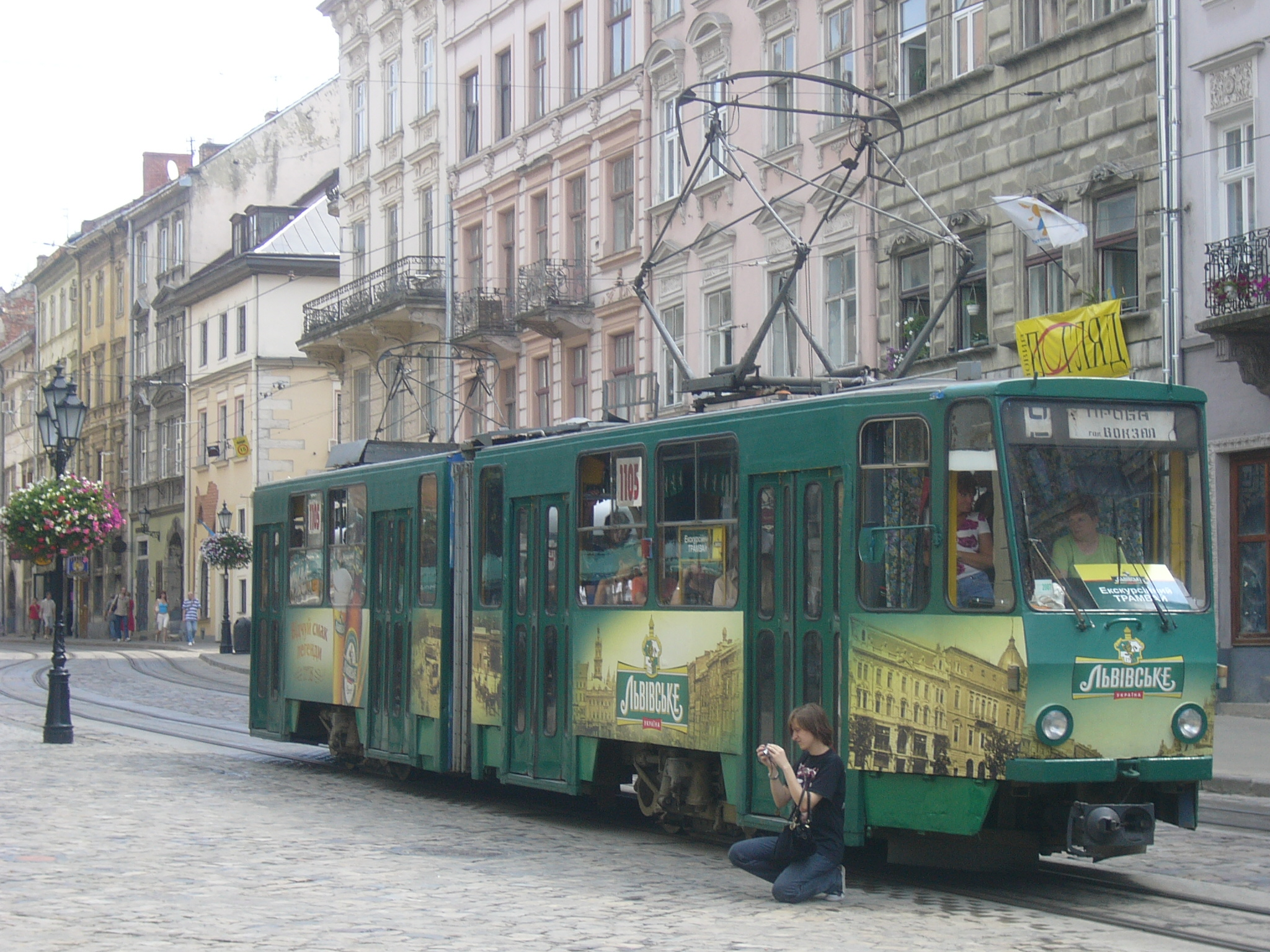
Tatra KT4SU we Lwowie (2008 r.)
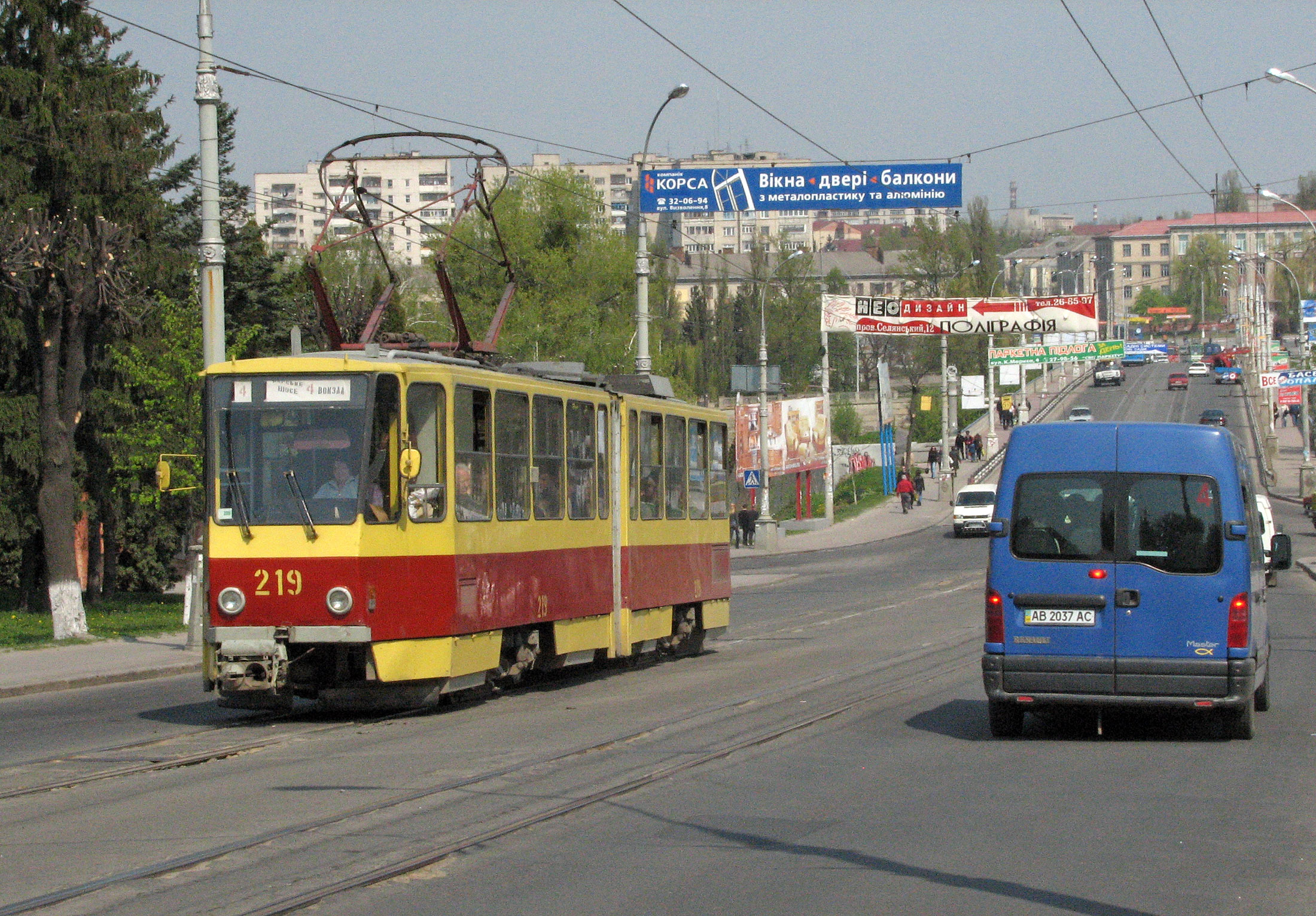
Tatra KT4SU w Winnicy (2006 r.)

### KT4YU
Jugosłowiańska wersja KT4YU produkowana była dla Belgradu i Zagrzebia. Ogółem w latach 1980–1997 wyprodukowano 260 sztuk, w tym jeden prototyp z rozruchem tyrystorowym, oznaczony jako typ KT4YUt.

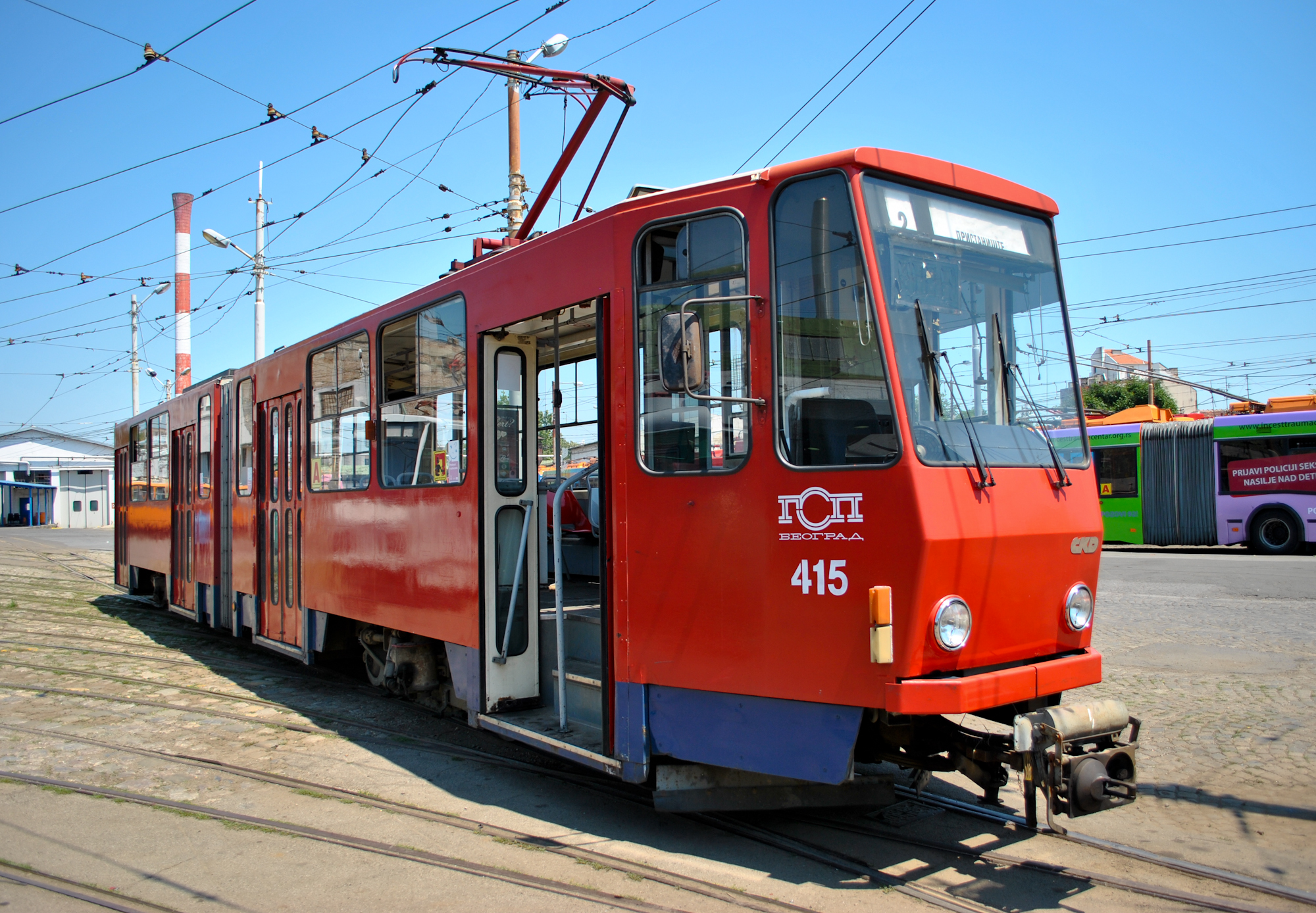
Tatra KT4M-YUB w Belgradzie (2011 r.)
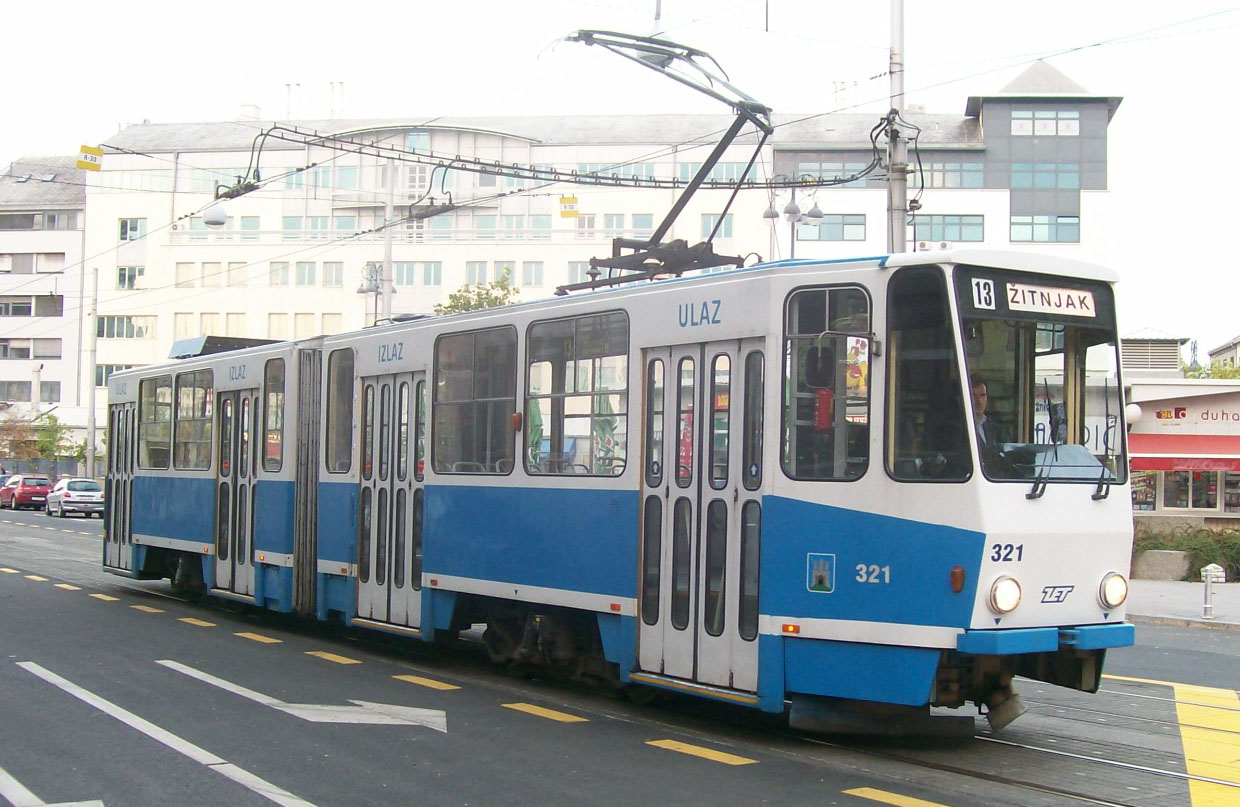
Tatra KT4YU w Zagrzebiu (2007 r.)
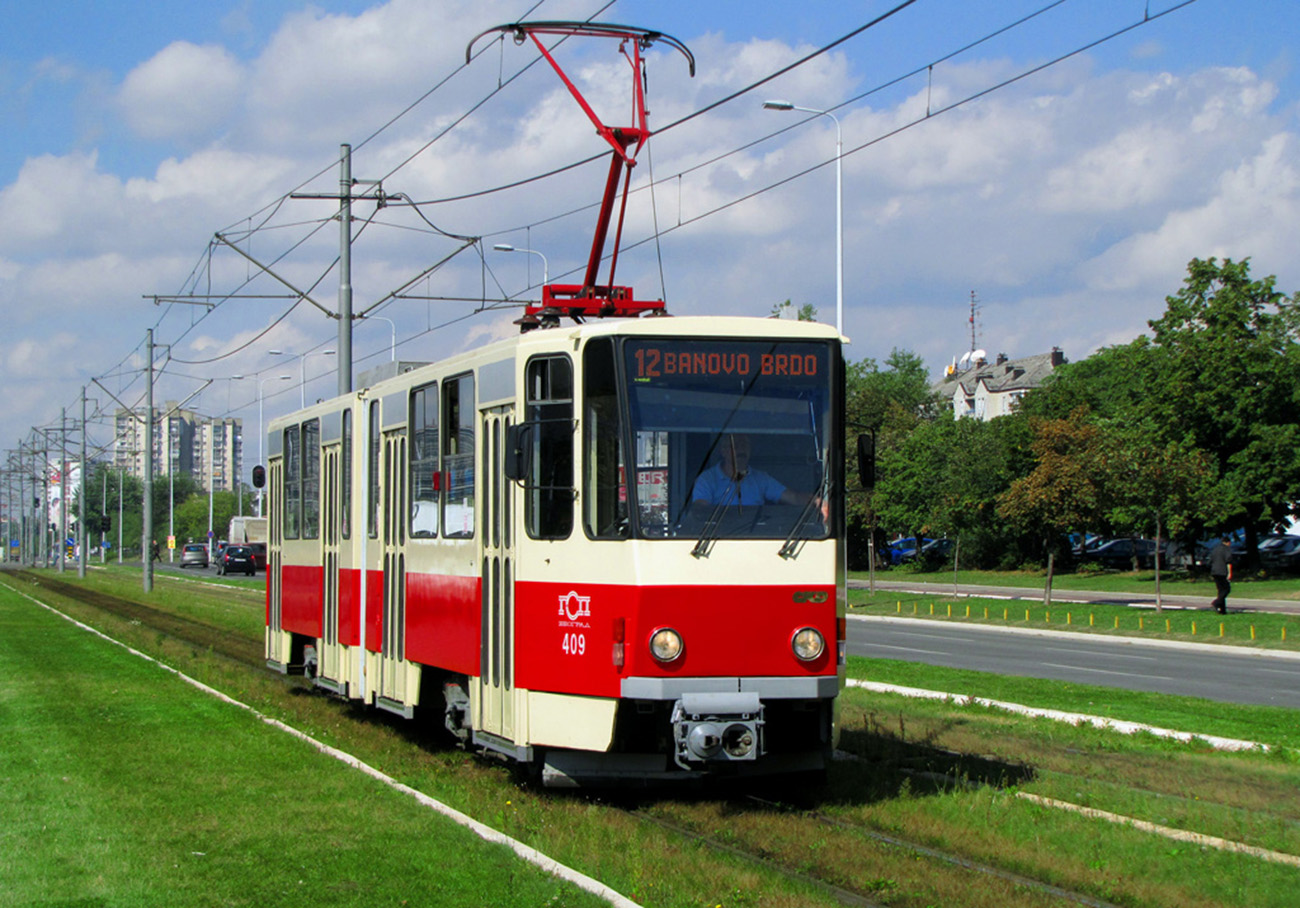
Tatra KT4YU w Belgradzie (2011 r.)
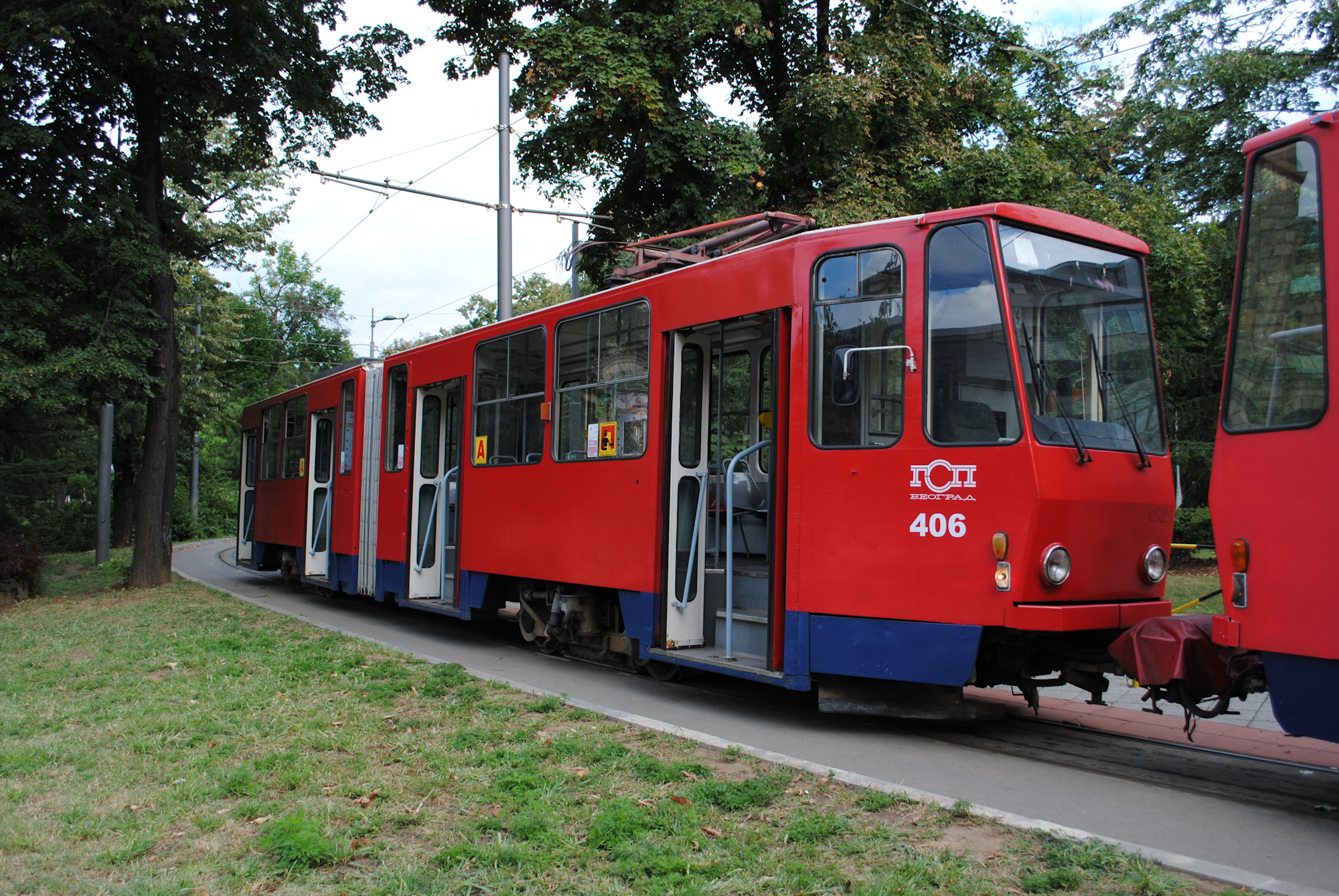
Tatra KT4YU w Belgradzie (2010 r.)
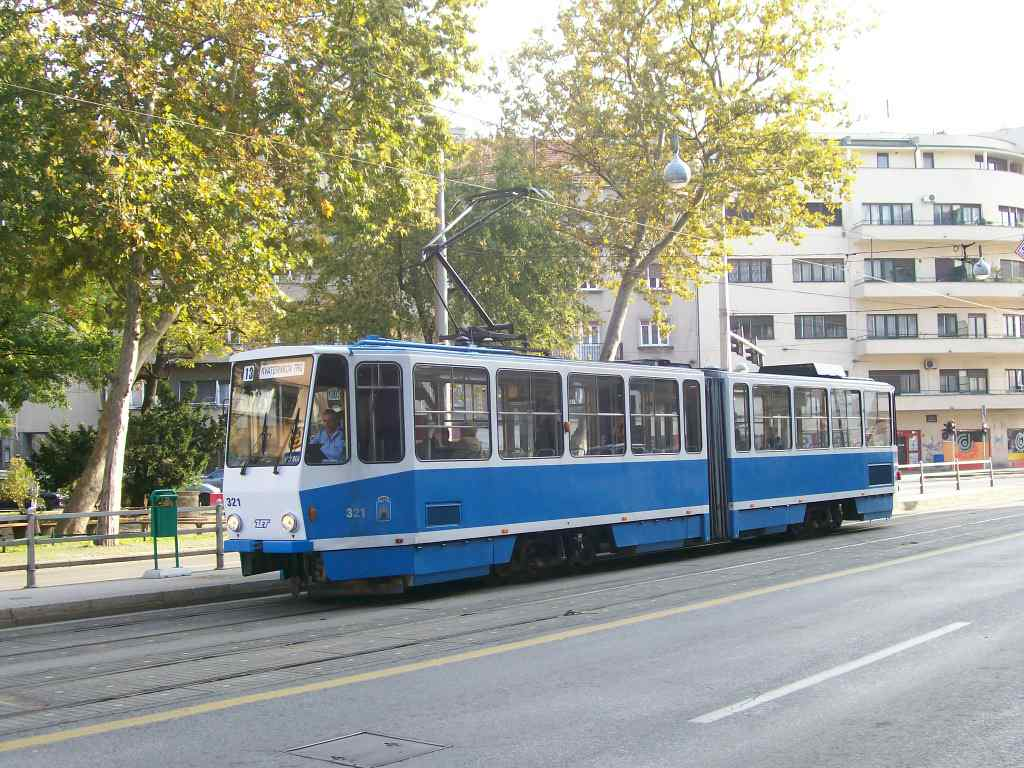
Tatra KT4YU w Zagrzebiu (2007 r.)

### KT4K
50 wagonów KT4K przeznaczonych dla Pjongjangu wyprodukowanych zostało w roku 1991 w Chinach ze sprowadzonych części. W trakcie eksploatacji wagony KT4K uległy przebudowie i usunięciu przegubu. Obie części tramwaju zostały ze sobą złączone na stałe, co doprowadziło do powstania około 18-metrowego czteroosiowego tramwaju.

## Modernizacje wagonów

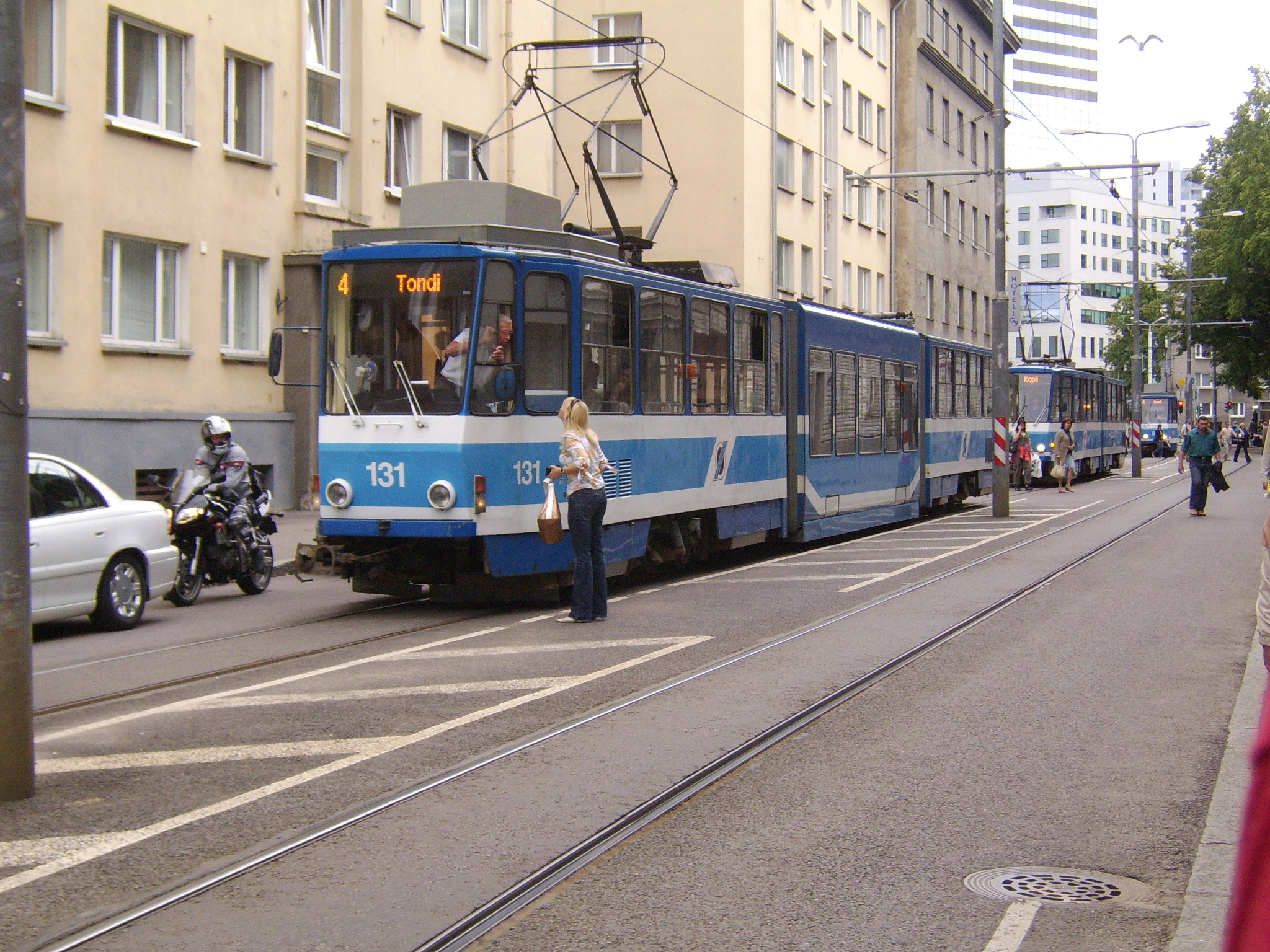
Tatra KTNF6 w Tallinnie

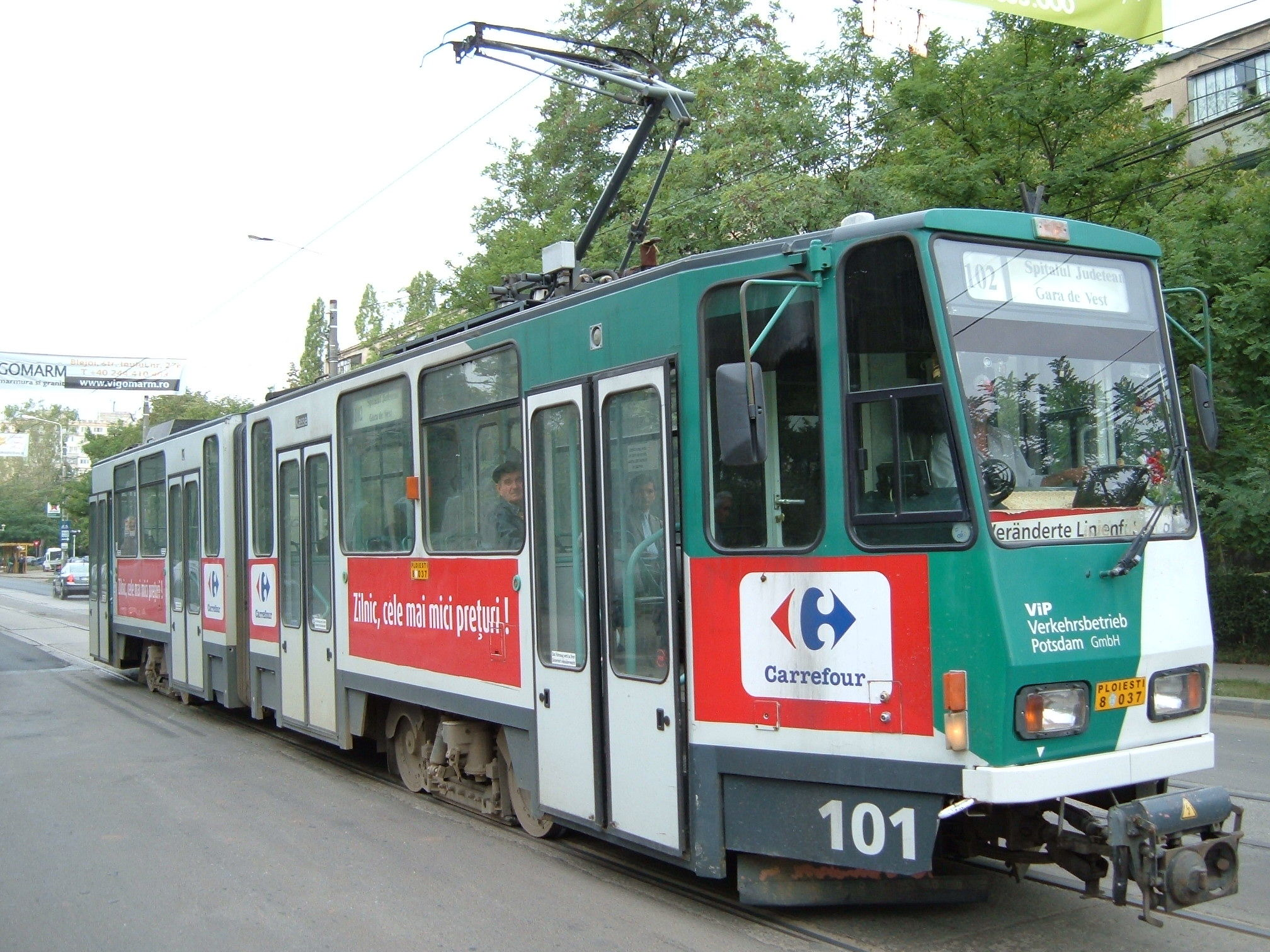
Modernizowany wagon KT4DM w Ploeszti (pierwotnie eksploatowany w Poczdamie)

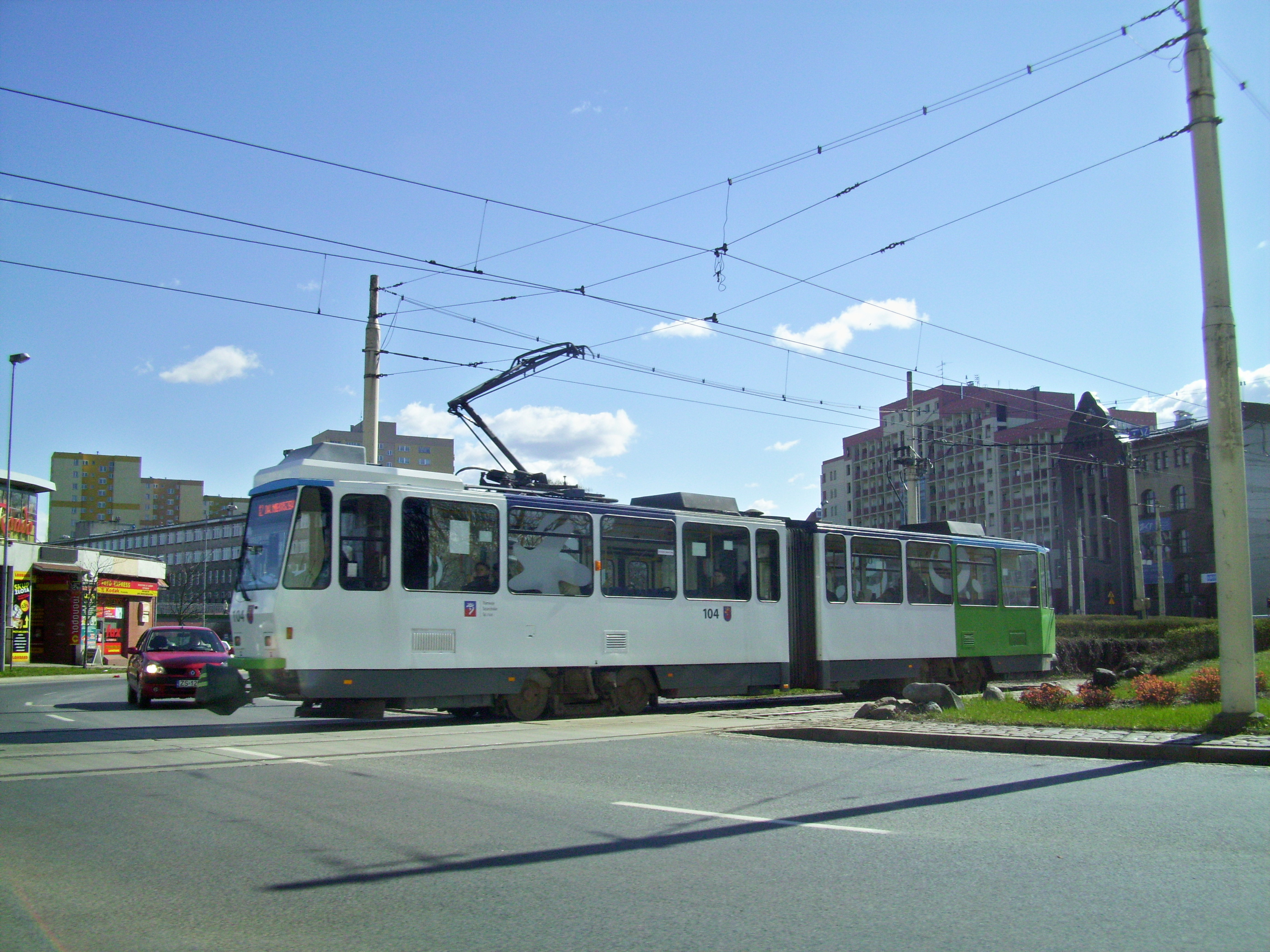
Zmodernizowana Tatra KT4DtM w Szczecinie

### KTNF6 i KTNF8
Niektóre miasta niemieckie modernizują swoje wagony typu KT4D nie tylko poprzez remont wnętrza, ale także poprzez wstawienie środkowego członu niskopodłogowego. Jeśli tramwaj ma 6 osi, nosi oznaczenie KTNF6, jeżeli 8 osi – KTNF8. Wagony tego typu są eksploatowane w Brandenburgu, Chociebużu, Gerze. Jedna sztuka jest eksploatowana na terenie Estonii, w Tallinnie.

### KT4DME
Jest to oznaczenie zmodernizowanych w Segedynie wagonów KT4D. Wagony otrzymały takie ulepszenia jak:
- rozruch tyrystorowy
- nowe prostokątne reflektory
- nowe drzwi odskokowe
- wyświetlacze diodowe
- pantografy połówkowe

### KT4DtM
W trakcie modernizacji zastosowano:
- nową antypoślizgową podłogę
- nowe siedziska w przedziale pasażerskim
- kierunkowe matrycowe wyświetlacze z przodu, oraz z a pierwszymi drzwiami
- wyświetlacz numeru linii z tyłu pojazdu
- system informacji pasażerskiej
- drzwi odskokowo-wychylne
- przyciski otwierania drzwi
- nową kabinę motorniczego
- tyrystorowy rozruch TV8
- nowy fotel motorniczego wraz z jego ogrzewaniem
- ogrzewanie przedniej szyby
- elektryczne sterowanie lusterkiem
- szafę z bezpiecznikami za kabiną motorniczego
- nowe tylne i przednie światła
- elektrycznie sterowany połówkowy odbierak prądu
- dodatkowe siedzenie w kabinie motorniczego wmontowane drzwi

Dodatkowo w Szczecinie przeprowadzono kolejną modernizację w zakresie:
- wymiana niemieckiej aparatury Siemensa na polską wyprodukowaną przez firmę Woltan
- modernizacja pulpitu motorniczego
- wymiana tapicerki siedzeń na zgodną z Floating Garden
- montaż monitoringu
- montaż polskiej informacji pasażerskiej
- lakierowanie w barwy biało-zielone z niebieskimi wstawkami (Floating Garden)

## Dostawy

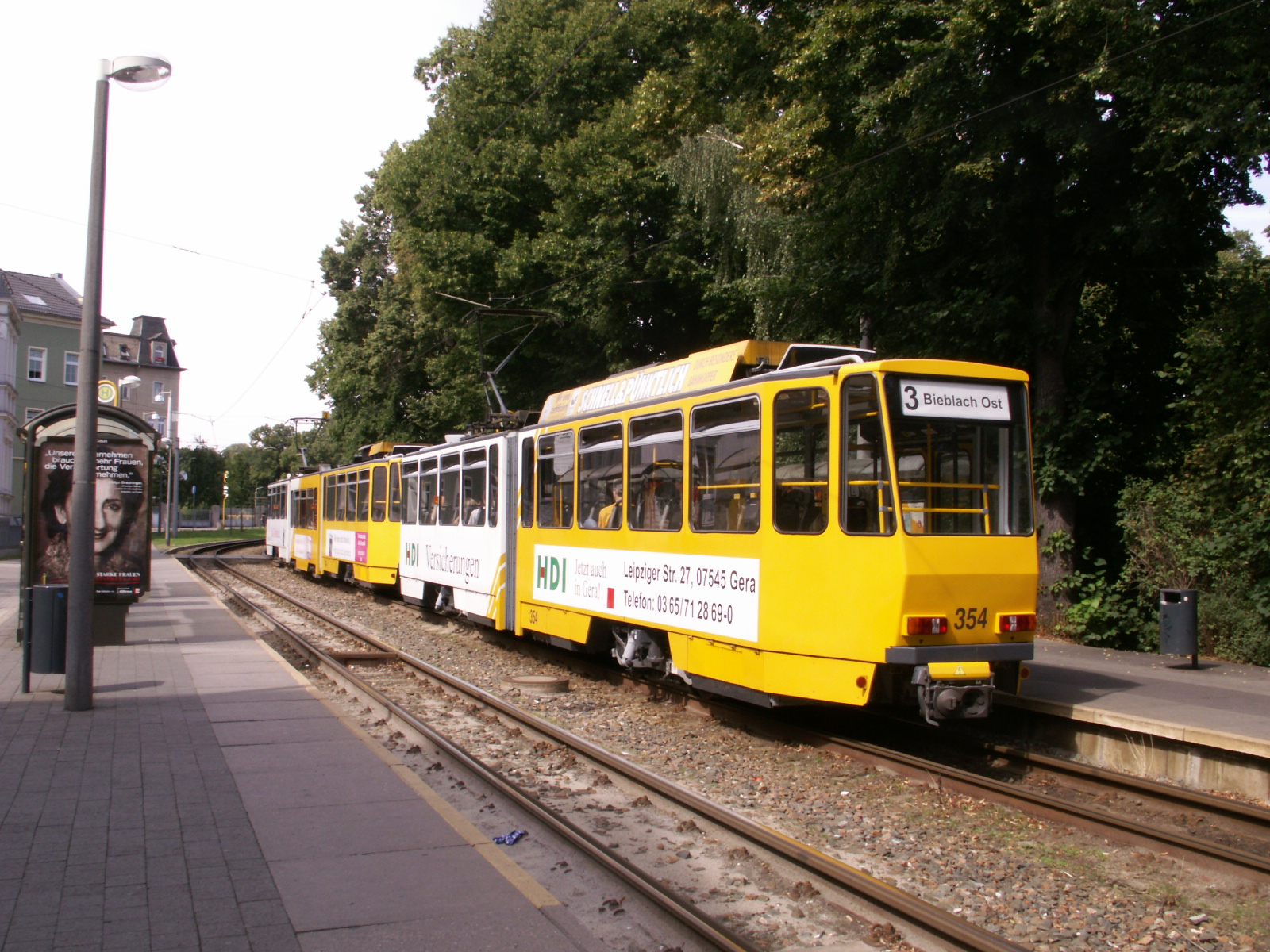
Tatra KT4D i KTNF8 w Gerze

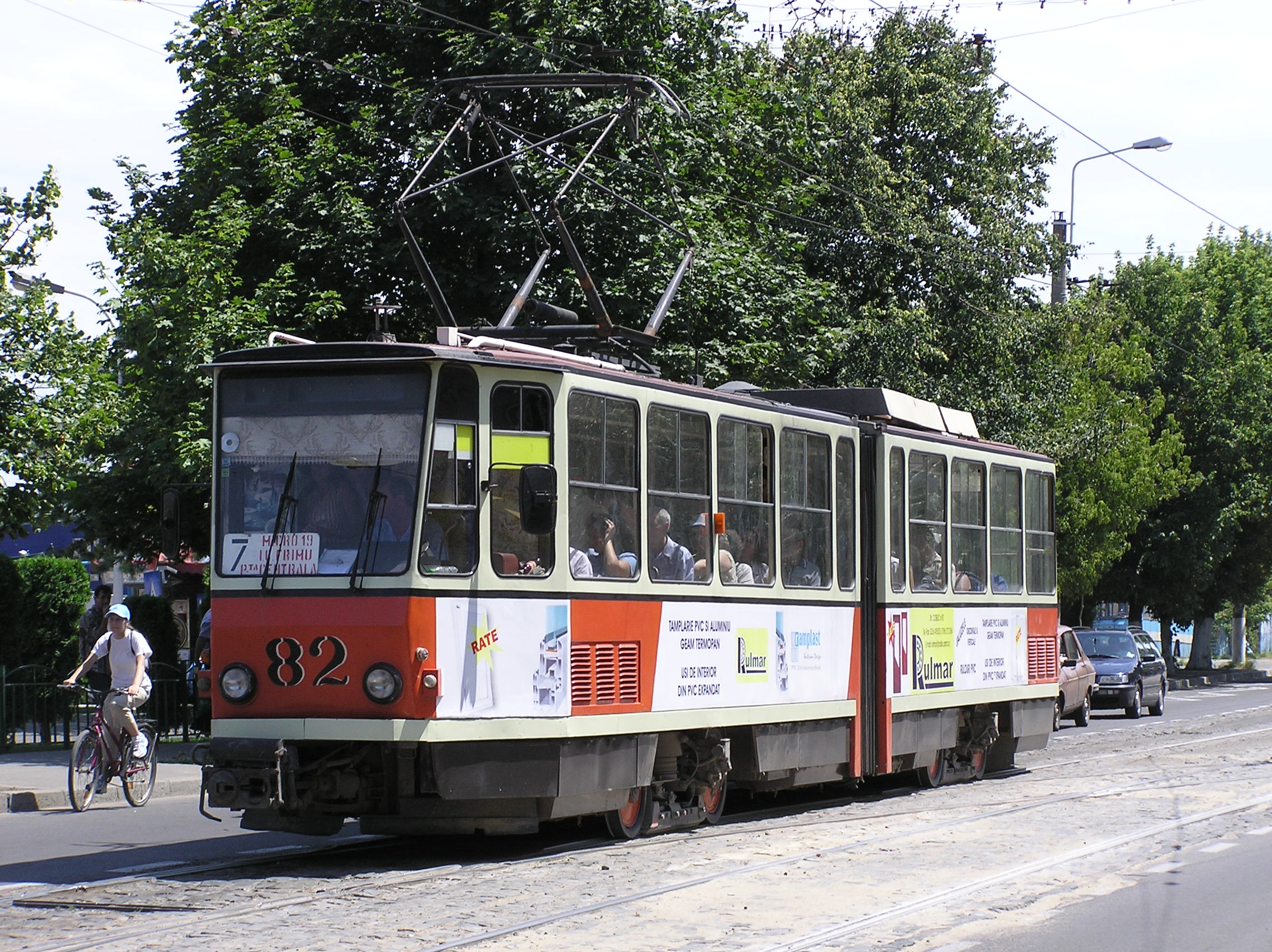
Tatra KT4D w Gałaczu

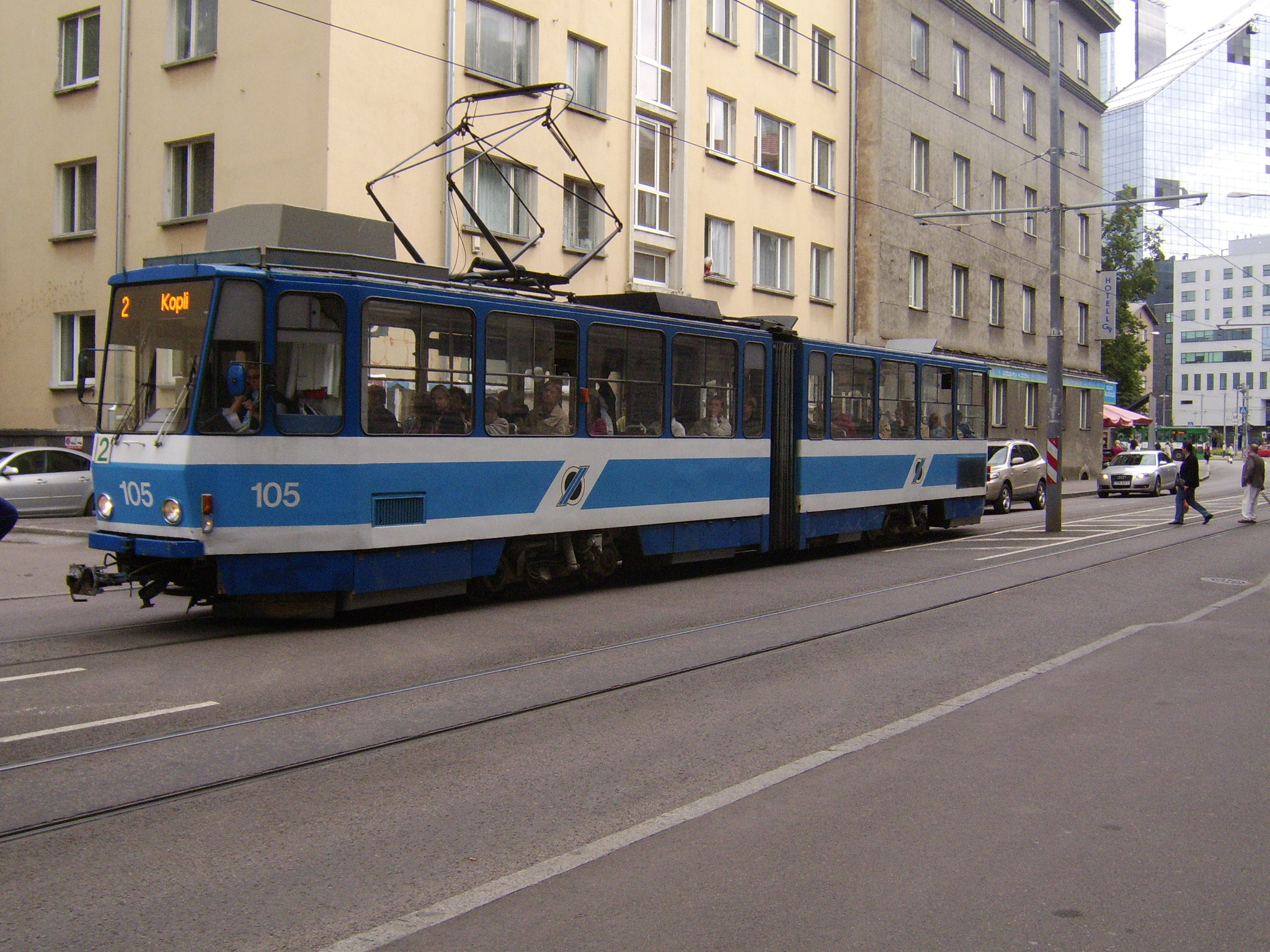
KT4SU w Tallinnie

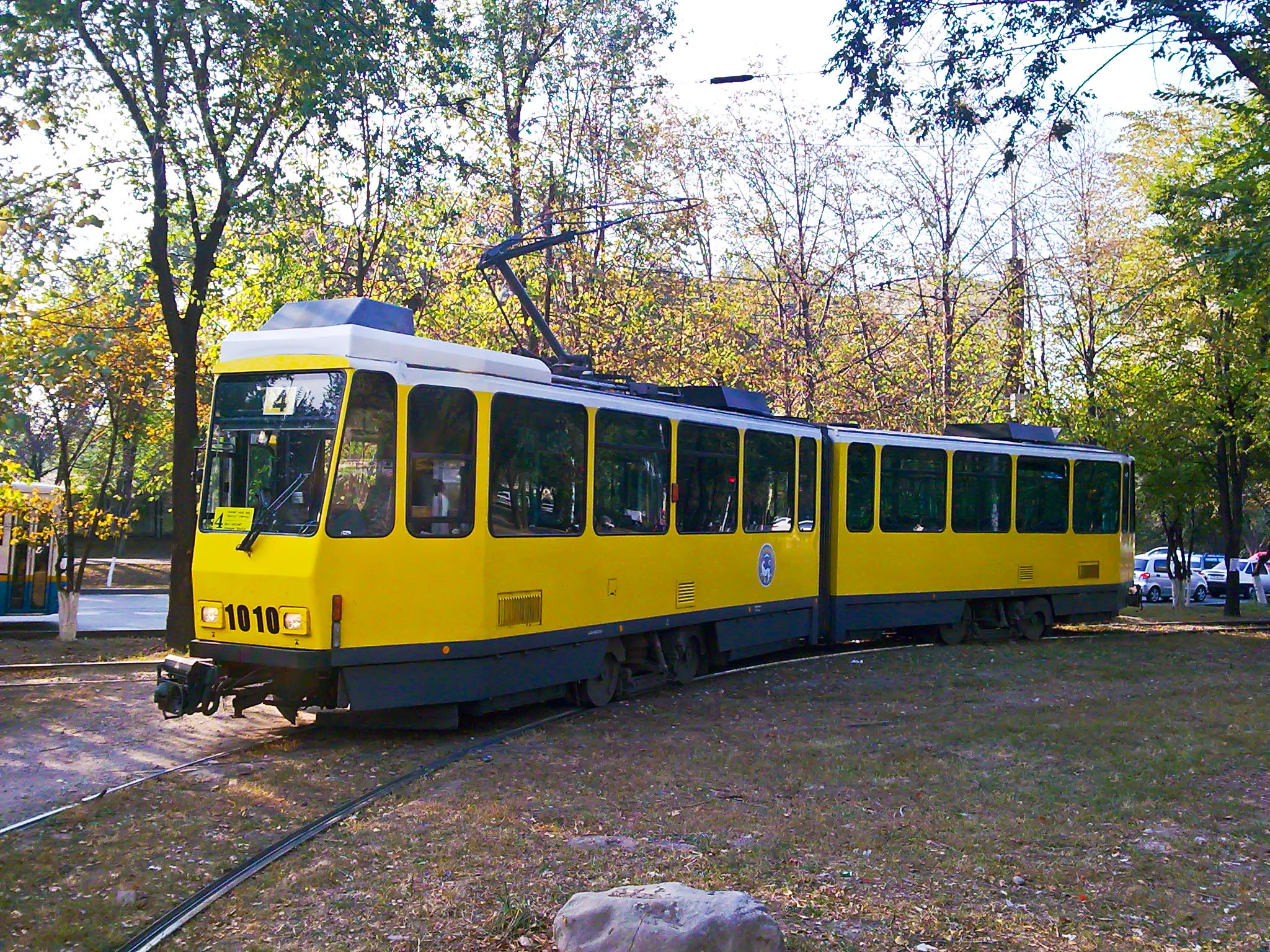
Tatra KT4DtM w Ałmaty

| Państwo        | Miasto                   | Typ            | Lata dostaw    | Liczba | Numery taborowe |  |
| -------------- | ------------------------ | -------------- | -------------- | ------ | --------------- |  |
| Jugosławia     | Belgrad                  | ∑              | 1980–1997      | 220    |                 |  |
| Jugosławia     | Belgrad                  | KT4YU          | 1980–1990      | 200    | 201 – 400       |  |
| Jugosławia     | Belgrad                  | KT4M-YUB       | 1997           | 20     | 401 – 420       |  |
| Jugosławia     | Zagrzeb                  | ∑              | 1985–1987      | 51     |                 |  |
| Jugosławia     | Zagrzeb                  | KT4YU          | 1985–1986      | 50     | 301 – 350       |  |
| Jugosławia     | Zagrzeb                  | KT4Dt          | 1986 (1987?)   | 1      | 351             |  |
| Korea Północna | Pjongjang                | KT4K           | 1991           | 50     |                 |  |
| NRD            | Berlin                   | ∑              | 1976–1987      | 574    | [ b ]           |  |
| NRD            | Berlin                   | KT4D           | 1976–1987      | 475    | [ c ]           |  |
| NRD            | Berlin                   | KT4Dt          | 1983–1987      | 99     |                 |  |
| NRD            | Brandenburg an der Havel | KT4D           | 1979–1983      | 16     | 170 – 185       |  |
| NRD            | Erfurt                   | KT4D           | 1976–1990      | 156    | 401 – 555       |  |
| NRD            | Frankfurt nad Odrą       | KT4D           | 1987–1990      | 34     | 201 – 234       |  |
| NRD            | Gera                     | KT4D           | 1978–1990      | 60     |                 |  |
| NRD            | Görlitz                  | KT4D           | 1983–1990      | 11     | 001 – 011       |  |
| NRD            | Gotha                    | KT4D           | 1981–1982      | 6      | 301 – 306       |  |
| NRD            | Chociebuż                | KT4D           | 1978–1990      | 65     | 1 – 65          |  |
| NRD            | Lipsk                    | KT4D           | 1976           | 8      | 1301 – 1308     |  |
| NRD            | Plauen                   | KT4D           | 1976–1988      | 35     | 201 – 235       |  |
| NRD            | Poczdam                  | KT4D           | 1974–1983      | 45     | 001 – 044       |  |
| NRD            | Zwickau                  | KT4D           | 1987–1990      | 32     | 928 – 954       |  |
| ZSRR           | Eupatoria                | KT4SU          | 1987–1990      | 18     | 30 – 47         |  |
| ZSRR           | Królewiec                | KT4SU          | 1987–1994      | 41     | 401 – 441       |  |
| ZSRR           | Lipawa                   | KT4SU          | 1983–1988      | 22     | 216 – 235       |  |
| ZSRR           | Lwów                     | KT4SU          | 1976–1988      | 145    | 1001 – 1145     |  |
| ZSRR           | Piatigorsk               | KT4SU          | 1988–1994      | 35     | 120 – 154       |  |
| ZSRR           | Tallinn                  | KT4SU          | 1980–1990      | 73     | 51 – 123        |  |
| ZSRR           | Winnica                  | KT4SU          | 1980–1990      | 81     | 148 – 228       |  |
| ZSRR           | Żytomierz                | KT4SU          | 1981–1987      | 20     | 19 – 3          |  |
| Łączna liczba: | Łączna liczba:           | Łączna liczba: | Łączna liczba: | 1748   |                 |  |